# Perithemis lais
Perithemis lais là loài chuồn chuồn trong họ Libellulidae. Loài này được Perty mô tả khoa học đầu tiên năm 1834.